# Сора (Франция)
Сора́ (фр. Saurat) — коммуна во Франции, находится в регионе Юг — Пиренеи. Департамент коммуны — Арьеж. Входит в состав кантона Тараскон-сюр-Арьеж. Округ коммуны — Фуа.
Код INSEE коммуны — 09280.

## Население
Население коммуны на 2008 год составляло 596 человек.
| 1962 | 1968 | 1975 | 1982 | 1990 | 1999 | 2008 | 2013 | 2015 | 2016 | 2017 |
| ---- | ---- | ---- | ---- | ---- | ---- | ---- | ---- | ---- | ---- | ---- |
| 915  | 1007 | 812  | 693  | 652  | 601  | 596  | 663  | 645  | 646  | 636  |

## Экономика
В 2007 году среди 344 человек в трудоспособном возрасте (15—64 лет) 238 были экономически активными, 106 — неактивными (показатель активности — 69,2 %, в 1999 году было 62,1 %). Из 238 активных работали 209 человек (113 мужчин и 96 женщин), безработных было 29 (19 мужчин и 10 женщин). Среди 106 неактивных 13 человек были учениками или студентами, 42 — пенсионерами, 51 были неактивными по другим причинам.

## Достопримечательности
Замки и башни времён катаров:
- Башня Каламе (оставшаяся от замка Каламе)
- Башня Монторгёй
- Замок Мирамон